# Danh sách tập phim Cardcaptor Sakura

Bìa bộ đĩa DVD giới hạn đầu tiên của anime Cardcaptor Sakura do Geneon Universal Entertainment tái phát hành tại Nhật Bản vào tháng 1 năm 2011.

Đây là danh sách trọn bộ 70 tập của phim hoạt hình Nhật Bản Cardcaptor Sakura hay còn gọi là Thủ lĩnh thẻ bài. Phim dựa trên truyện tranh cùng tên được vẽ và minh họa bởi nhóm họa sĩ truyện tranh CLAMP. Cardcaptor Sakura do Asaka Morio chỉ đạo và đồ họa; được sản xuất bởi Madhouse. Phim kể về một cô bé học sinh lớp 4 tên là Kinomoto Sakura trong một ngày tình cờ đã vô tình phát hiện ra những tấm thẻ bài mang các quyền năng kì diệu nằm trong một quyển sách. Thấy được các chữ nằm trên tấm thẻ cô bé tự nhẩm đọc và không may cô đọc ngay thẻ Windy khiến mọi tấm thẻ trong chiếc hộp bay hết. Để các tấm thẻ không gây hại đến mọi người cô bé phải bắt đầu thu phục lại các thẻ bài đã mất (của ngài Clowreed) và sau đó chuyển hóa những tấm thẻ thuộc sở hữu bản thân tập được phát sóng từ tháng 4 đến tháng 6 năm 1999 và phần 3 gồm 24 tập được phát sóng từ tháng 9 năm 1999 đến tháng 3 năm 2000. Tại Việt Nam phim được phát sóng trên kênh HTV3 được rút gọn lại còn hai phần mỗi phần gồm 35 tập thay vì ba phần như bản gốc. Tại Nhật Bản, các tập phim được Bandai Visual tập hợp lại phát hành thành 18 VHS, LD và DVD từ tháng 9 năm 1998 đến tháng 5 năm 2000. Hai hộp Đĩa Blu-ray cũng đã được Geneon phát hành: phần một vào tháng 3 năm 2009 gồm phần một và hai và phần ba vào tháng 6 năm 2009.

## Danh sách tập

### Phần một
| #  | Tên tập phim                                                                                            | Ngày phát sóng gốc   |
| -- | --- | -------------------- |
| 1  | "Sakura và quyển sách phép thuật" "Sakura to Fushigi na Mahō no Hon" (さくらと不思議な魔法の本)         | 7 tháng 4 năm 1998   |
| 2  | "Người bạn tốt của Sakura" "Sakura no Suteki na Otomodachi" (さくらのすてきなお友達)                    | 14 tháng 4 năm 1998  |
| 3  | "Ngày hẹn đầu tiên của Sakura" "Sakura no Dokidoki Hatsu Dēto" (さくらのドキドキ初デート)               | 21 tháng 4 năm 1998  |
| 4  | "Ngày chủ nhật tồi tệ của Sakura" "Sakura no Kutakuta Nichiyōbi" (さくらのくたくた日曜日)               | 28 tháng 4 năm 1998  |
| 5  | "Sakura, gấu trúc và cửa hàng kỳ diệu" "Sakura to Panda to Kawaii Omise" (さくらとパンダとかわいいお店) | 5 tháng 5 năm 1998   |
| 6  | "Sakura và người mẹ tuyệt vời" "Sakura to Okaa-san no Omoide" (さくらとおかあさんの思い出)              | 12 tháng 5 năm 1998  |
| 7  | "Sakura và tên trộm bí ẩn" "Sakura no Kaitō Hatsu Chōsen!?" (さくらの怪盗初挑戦!?)                      | 19 tháng 5 năm 1998  |
| 8  | "Đối thủ của Sakura" "Sakura no Raibaru, Tōjō!" (さくらのライバル、登場!)                               | 26 tháng 5 năm 1998  |
| 9  | "Sakura và trâm cài bí ẩn" "Sakura to Fushigi na Burōchi" (さくらとふしぎなブローチ)                    | 2 tháng 6 năm 1998   |
| 10 | "Sakura và ngày hội thao đầy hoa" "Sakura to Hana no Undōkai" (さくらと花の運動会)                      | 16 tháng 6 năm 1998  |
| 11 | "Sakura, Tomoyo và ngôi biệt thự" "Sakura to Tomoyo to Ookina Ouchi" (さくらと知世と大きなお家)         | 23 tháng 6 năm 1998  |
| 12 | "Sakura và ngày dài vô tận" "Sakura no Owara nai Ichinichi" (さくらの終わらない一日)                    | 30 tháng 6 năm 1998  |
| 13 | "Sakura và những con voi: bên nào mạnh hơn" "Sakura to Zō no Chikara Kurabe" (さくらとゾウの力くらべ)   | 7 tháng 7 năm 1998   |
| 14 | "Sakura, Toya và nàng lọ lem" "Sakura to Tōya to Cinderella" (さくらと桃矢とシンデレラ)                 | 14 tháng 7 năm 1998  |
| 15 | "Sakura, Kero và cuộc chiến nảy lửa" "Sakura to Kero no Oogenka" (さくらとケロの大げんか)               | 21 tháng 7 năm 1998  |
| 16 | "Sakura và Cầu vồng kỷ niệm" "Sakura to Omoide no Niji" (さくらと思い出の虹)                            | 4 tháng 8 năm 1998   |
| 17 | "Bài thi can đảm của Sakura" "Sakura no Kowai Kimodameshi" (さくらのこわーいきもだめし)                 | 11 tháng 8 năm 1998  |
| 18 | "Sakura, Yukito và lễ hội mùa hè" "Sakura to Yukito no Natsumatsuri" (さくらと雪兎と夏祭り)             | 18 tháng 8 năm 1998  |
| 19 | "Sakura và cuốn sách bị biến mất" "Sakura to Natsuyasumi no Shukudai" (さくらと夏休みの宿題)            | 1 tháng 9 năm 1998   |
| 20 | "Cuộc chiến giữa Sakura và học sinh mới" "Sakura to Tatakau Tenkousei" (さくらとたたかう転校生)         | 8 tháng 9 năm 1998   |
| 21 | "Sakura và cuộc đua marathon kỳ lạ" "Sakura no Nagai Marason Taikai" (さくらのながーいマラソン大会)     | 15 tháng 9 năm 1998  |
| 22 | "Sakura và người cha yêu quý" "Sakura to Yasashii Otousan" (さくらとやさしいお父さん)                   | 22 tháng 9 năm 1998  |
| 23 | "Sakura, Tomoyo và bài hát tuyệt vời" "Sakura to Tomoyo to Suteki na Uta" (さくらと知世とすてきな歌)    | 29 tháng 9 năm 1998  |
| 24 | "Cuộc phiêu lưu của Sakura" "Sakura no Chiisa na Daibouken" (さくらの小さな大冒険)                      | 6 tháng 10 năm 1998  |
| 25 | "Sakura và Sakura giả" "Sakura to Mō Hitori no Sakura" (さくらともう一人のさくら)                       | 13 tháng 10 năm 1998 |
| 26 | "Sakura và cô giáo xinh đẹp kỳ lạ" "Sakura to Suteki na Sensei" (さくらとすてきな先生)                  | 20 tháng 10 năm 1998 |
| 27 | "Sakura và ngôi đền kỉ niệm" "Sakura to Omoide no Jinja" (さくらと思い出の神社)                         | 27 tháng 10 năm 1998 |
| 28 | "Sakura và những lá bài phép" "Sakura to Omajinai Kādo" (さくらとおまじないカード)                      | 3 tháng 11 năm 1998  |
| 29 | "Sakura và những cái bánh" "Sakura no Amai Kukkingu" (さくらのあまーいクッキング)                       | 10 tháng 11 năm 1998 |
| 30 | "Sakura và lá bài bị thương" "Sakura to Kega wo Shita Kādo" (さくらとケガをしたカード)                  | 17 tháng 11 năm 1998 |
| 31 | "Sakura và quyển sách bí ẩn" "Sakura to Namae no nai Hon" (さくらと名前のない本)                        | 24 tháng 11 năm 1998 |
| 32 | "Sakura, Kero và Syaoran" "Sakura to Kero to Syaoran to" (さくらとケロと小狼と)                         | 1 tháng 12 năm 1998  |
| 33 | "Sakura và môn trượt băng" "Sakura no Samui Aisusukēto" (さくらのさむーいアイススケート)                | 15 tháng 12 năm 1998 |
| 34 | "Sakura, Yukito và mặt trăng ban ngày" "Sakura to Yukito to Hiru no Tsuki" (さくらと雪兎と昼の月)       | 22 tháng 12 năm 1998 |
| 35 | "Sakura và giáng sinh tuyệt vời" "Sakura no Suteki na Kurisumasu" (さくらのすてきなクリスマス)          | 29 tháng 12 năm 1998 |

### Phần hai
| #  | Tên tập phim                                                                                       | Ngày phát sóng gốc  |
| -- | -------------------------------------------------------------------------------------------------- | ------------------- |
| 36 | "Sakura và học kỳ mới" "Sakura to Yuki no Shingakki" (さくらと雪の新学期)                          | 6 tháng 4 năm 1999  |
| 37 | "Tìm lại giọng nói cho Tomoyo" "Sakura to Kieta Tomoyo no Koe" (さくらと消えた知世の声)            | 13 tháng 4 năm 1999 |
| 38 | "Sakura và buổi hái dâu thú vị" "Sakura no Tanoshii Ichigo Kari" (さくらの楽しいいちご狩り)        | 20 tháng 4 năm 1999 |
| 39 | "Sakura và một ngày bị sốt" "Sakura no Furafura Netsuyoubi" (さくらのふらふら熱曜日)               | 27 tháng 4 năm 1999 |
| 40 | "Sakura và Sakura trong giấc mơ" "Sakura to Yume no Naka no Sakura" (さくらと夢の中のさくら)       | 11 tháng 5 năm 1999 |
| 41 | "Sakura, Syaoran và biển cát" "Sakura to Syaoran to Suna no Umi" (さくらと小狼と砂の海)            | 18 tháng 5 năm 1999 |
| 42 | "Sakura và hội diễn văn nghệ bị mất điện" "Sakura no Makkura Gakugeikai" (さくらのまっくら学芸会)  | 25 tháng 5 năm 1999 |
| 43 | "Sakura và tạm biệt Meilin" "Sakura no Sayonara Meilin" (さくらのさよなら苺鈴)                     | 1 tháng 6 năm 1999  |
| 44 | "Sakura, Kero và cô giáo bí ẩn" "Sakura to Kero to Fushigi na Sensei" (さくらとケロと不思議な先生) | 8 tháng 6 năm 1999  |
| 45 | "Sakura và lá bài cuối cùng" "Sakura to Saigo no Kurou Kaado" (さくらと最後のクロウカード)         | 15 tháng 6 năm 1999 |
| 46 | "Sakura và ngày phán quyết cuối cùng" "Sakura to Saigo no Shinpan" (さくらと最後の審判)            | 22 tháng 6 năm 1999 |

### Phần ba
| #  | Tên tập phim                                                                                                 | Ngày phát sóng gốc   |
| -- | --- | -------------------- |
| 47 | "Sakura và học sinh bí ẩn" "Sakura to Fushigi na Tenkousei" (さくらと不思議な転校生)                         | 7 tháng 9 năm 1999   |
| 48 | "Sakura và trận mưa kỳ lạ" "Sakura to Mezameta Hoshi no Kagi" (さくらとめざめた星の鍵)                       | 14 tháng 9 năm 1999  |
| 49 | "Sakura và đàn dương cầm đáng sợ" "Sakura to Kiken na Piano" (さくらとキケンなピアノ)                        | 21 tháng 9 năm 1999  |
| 50 | "Sakura và những sợi dây vô hình" "Sakura to Syaoran to Mienai Ito" (さくらと小狼とみえない糸)               | 28 tháng 9 năm 1999  |
| 51 | "Sakura và con gấu bông khổng lồ" "Sakura to Ooki na Nuigurumi" (さくらと大きなぬいぐるみ)                   | 5 tháng 10 năm 1999  |
| 52 | "Sakura và những con cừu bông" "Sakura no Hitsuji Chuuihou?!" (さくらのひつじ注意報?!)                       | 12 tháng 10 năm 1999 |
| 53 | "Sakura và chiếc xe đạp" "Sakura to Panikku Jitensha" (さくらとパニック自転車)                               | 19 tháng 10 năm 1999 |
| 54 | "Sakura và cuốn lịch ký ức" "Sakura to Omoide no Karendaa" (さくらと思い出のカレンダー)                      | 26 tháng 10 năm 1999 |
| 55 | "Sakura và Sakura đến từ xứ sở thần tiên" "Sakura to Fushigi no Kuni no Sakura" (さくらと不思議の国のさくら) | 2 tháng 11 năm 1999  |
| 56 | "Sakura, Kero và bánh ngọt" "Sakura to Kero no Okashina Deai??" (さくらとケロのお菓子な出会い??)             | 9 tháng 11 năm 1999  |
| 57 | "Sakura, Syaoran và cái thang máy" "Sakura to Syaoran to Erebeetaa" (さくらと小狼とエレベーター)             | 16 tháng 11 năm 1999 |
| 58 | "Sakura và hai điều rắc rối" "Sakura to Futari no Dai Pinchi" (さくらと二人の大ピンチ)                       | 30 tháng 11 năm 1999 |
| 59 | "Sakura, Tomoyo và cạm bẫy của quả bóng" "Sakura to Tomoyo to Booru no Wana" (さくらと知世とボールの罠)      | 7 tháng 12 năm 1999  |
| 60 | "Sakura và người bạn yêu quý" "Sakura to Taisetsu na Otomodachi" (さくらと大切なお友達)                      | 14 tháng 12 năm 1999 |
| 61 | "Sakura và món quà của những lá bài" "Sakura to Kaado to Purezento" (さくらとカードとプレゼント)             | 21 tháng 12 năm 1999 |
| 62 | "Sakura và vận mệnh kỳ lạ" "Sakura to Fushigi na Omikuji" (さくらと不思議なおみくじ)                         | 4 tháng 1 năm 2000   |
| 63 | "Sakura và cơn sóng khổng lồ tại hồ bơi" "Sakura to Puuru to Ookina Nami" (さくらとプールと大きな波)         | 11 tháng 1 năm 2000  |
| 64 | "Sakura và buổi trượt tuyết" "Sakura to Fubuki no Sukii Kyoushitsu" (さくらと吹雪のスキー教室)               | 18 tháng 1 năm 2000  |
| 65 | "Sakura và năng lượng bị mất của Yukito" "Sakura to Yukito to Kieyuku Chikara" (さくらと雪兎と消えゆく力)    | 15 tháng 2 năm 2000  |
| 66 | "Sakura và người yêu thích nhất" "Sakura no Ichiban Suki na Hito" (さくらの一番好きな人)                     | 22 tháng 2 năm 2000  |
| 67 | "Sakura, Syaoran và đền Tsukimine" "Sakura to Syaoran to Tsukimine Jinja" (さくらと小狼と月峰神社)           | 29 tháng 2 năm 2000  |
| 68 | "Sakura và quá khứ của Clow Reed" "Sakura to Kako to Kurou Riido" (さくらと過去とクロウ·リード)              | 7 tháng 3 năm 2000   |
| 69 | "Sakura và lời đáp ứng của Clow Reed" "Sakura to Arawareta Kurou Riido" (さくらと現れたクロウ·リード)        | 14 tháng 3 năm 2000  |
| 70 | "Sakura và cảm xúc thật" "Sakura to Hontou no Omoi" (さくらと本当の想い)                                     | 21 tháng 3 năm 2000  |

## Thông tin thêm
Ngoài ra, nhằm để tạo nội dung đầy đủ hơn với cốt truyện nên hãng cũng đã phát hành thêm 2 bộ phim dài 90 phút với tựa "Sakura và chuyến du lịch Hồng Kông đầy nguy hiểm" (The Movie 1) - Thu phục thẻ bài Arrow và "Thủ lĩnh thẻ bài Sakura và lá bài bị phong ấn" (The Movie 2) - Tạo ra thẻ bài Hope, được phát sóng ở một số kênh tại Nhật Bản và Hoa Kỳ.